# Liverdun
Liverdun è un comune francese di 6 042 abitanti situato nel dipartimento della Meurthe e Mosella nella regione del Grand Est.

## Altri progetti

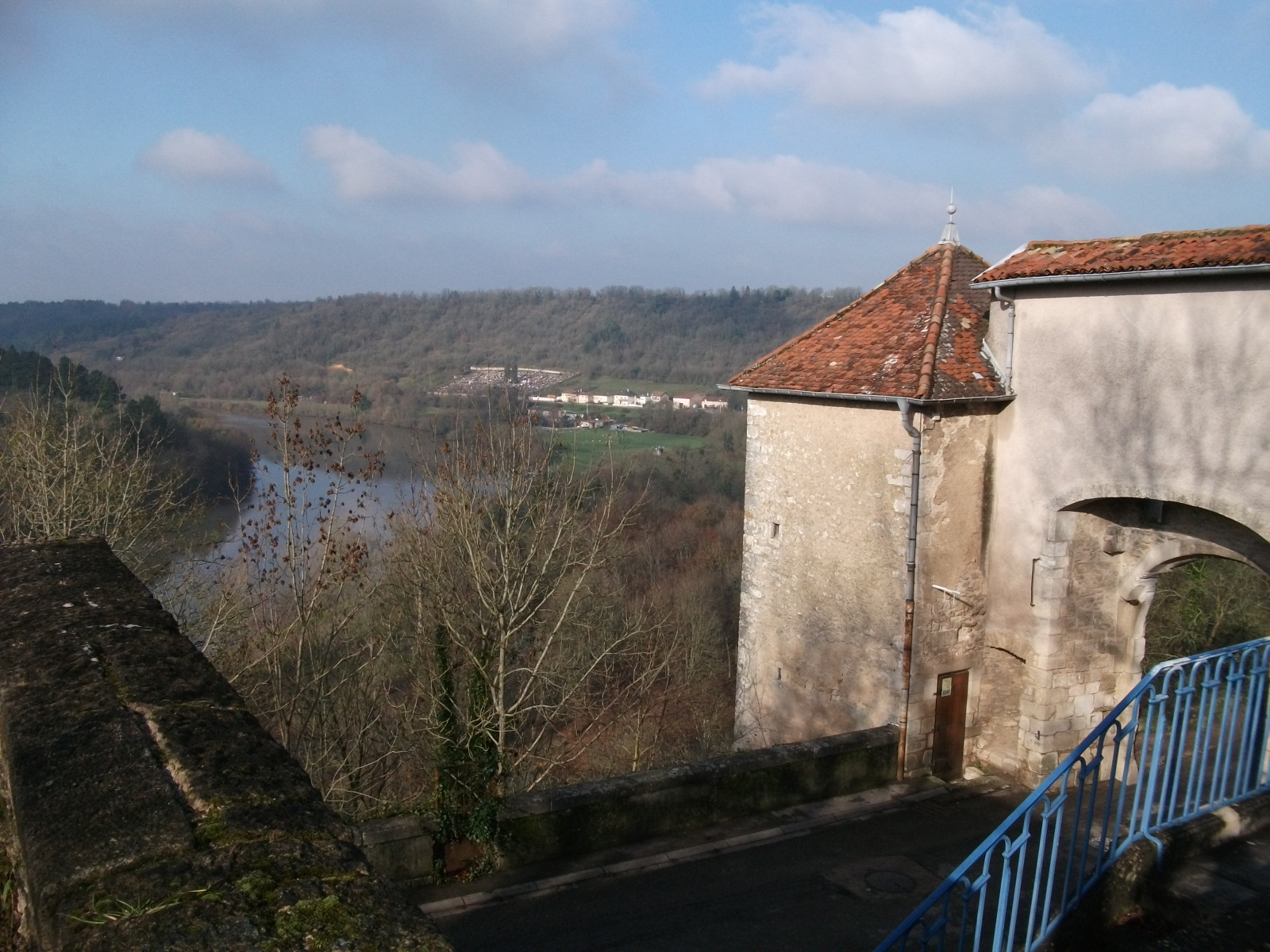
Mosella e la porta fortificata della città.

## Società

### Evoluzione demografica
Abitanti censiti